# Mary Seacole
Mary Jane Seacole (ur. 1805 w Kingston, zm. 14 maja 1881 w Londynie) – brytyjska pielęgniarka, opiekunka chorych i rannych żołnierzy w czasie wojny krymskiej.
Matka Mary Seacole była czarnoskórą kobietą, a ojciec szkockim oficerem służącym na Jamajce. Matka uczyła Mary leczenia afrykańskich chorób, dlatego była nazywana „lekarką z Jamajki”. W 1854, gdy wybuchła wojna krymska i wojska brytyjskie wysłano do walki z Cesarstwem Rosyjskim, Mary postanowiła wyjechać do Anglii, by przyłączyć się do grupy sióstr Miłosierdzia organizowanej przez Florence Nightingale, ale nie mogła być przyjęta z powodu koloru skóry. Dlatego popłynęła na Krym za własne pieniądze i otworzyła tam sklep, gdzie pomagała rannym i chorym żołnierzom. Po wojnie żołnierze zebrali fundusz, by uratować ją z nędzy.